# Amryta
Amryta (dewanagari अमृत, pali amata; tyb. dutsi; jap. kanro, ang. amrita) – w hinduizmie boski napój dający pijącemu nieśmiertelność; indyjski odpowiednik greckiego nektaru. Termin pojawiający się często w Wedach oraz tekstach buddyjskich. Niebiański napój dewów i dewi dający nieśmiertelność lub inne moce oraz usuwający cierpienie.
W mitologii indyjskiej jest szeroko znany mit o wydobywaniu zaginionej amryty z dna oceanu (amrytamanthana) przez sprzymierzonych dewów i asurów. Posłużono się górą Mandara jako mątwą do ubijania oceanu, owiniętą wężem Wasuki, umiejscowioną na grzbiecie króla żółwi.